# غاغاتلي (داغستان)
غاغاتلي (بالروسية: Гагатли) هي مدينة في جمهورية داغستان في روسيا. ويبلغ عدد سكانها حوالي 3354 نسمة.